# Márcia Malsar
Márcia Malsar est une sprinteuse brésilienne paralympique.

## Biographie
En 1984, elle devient la première athlète brésilienne de l'histoire à remporter une médaille d'or paralympique. Elle a remporté trois médailles aux jeux paralympiques de 1984 et 1988 et a participé en 1992. Elle porte la flamme paralympique lors de la cérémonie d'ouverture des Jeux Paralympiques de 2016 à Rio de Janeiro.